# Vibilia thurstoni
Vibilia thurstoni är en kräftdjursart som beskrevs av Wolfgang Zeidler 2003. Vibilia thurstoni ingår i släktet Vibilia och familjen Vibiliidae. Inga underarter finns listade i Catalogue of Life.